# 蒙泰耶
蒙泰耶（法語：Monteille，法語發音：[mɔ̃tɛj] ⓘ）是法国卡尔瓦多斯省的一个旧市镇，属于利雪区。2017年，莱科德与临近的13个市镇合并为新市镇梅济东瓦莱多日。

## 地理
蒙泰耶（49°6'32"N, 0°2'46"E）面积4.53 平方千米，位于法国诺曼底大区卡爾瓦多斯省，该省份为法国西北部沿海省份，北濒大西洋英吉利海峡，东北与滨海塞纳省以海上边界相接，东临厄尔省，南至奧恩省，西与芒什省接壤。
与蒙泰耶接壤的市镇（或旧市镇、城区）包括：康布勒梅尔、拉乌布洛尼耶尔、莱科德、勒梅尼勒莫热、利韦圣母村、圣卢德弗里布瓦。

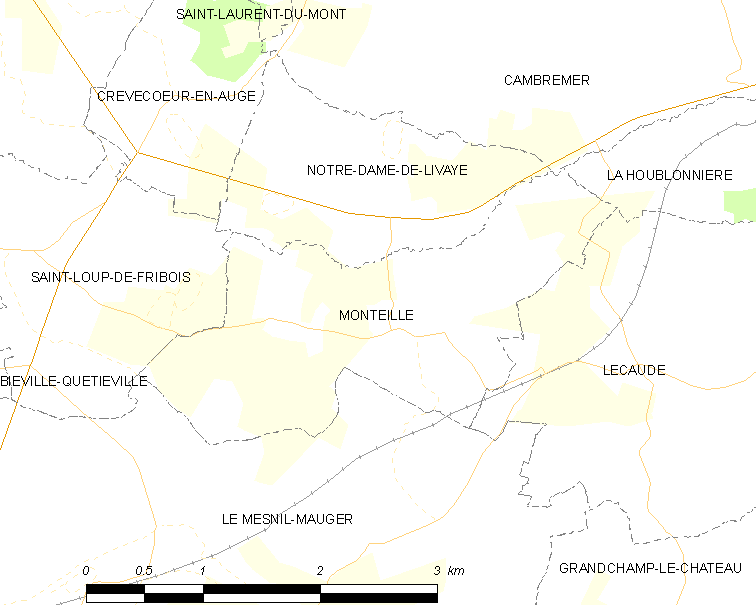
蒙泰耶的OSM定位图

蒙泰耶的时区为UTC+01:00、UTC+02:00（夏令时）。

## 行政
蒙泰耶的邮政编码为14270，INSEE市镇编码为14444。

## 政治
蒙泰耶所属的省级选区为梅济东瓦莱多日县。

## 人口

1962-2008年间蒙泰耶人口变化图示

蒙泰耶于2018年1月1日时的人口数量为150人。